# محلية الدلنج
محلية الدلنج : إحدى محليات ولاية جنوب كردفان، السودان.